# Championnats d'Europe juniors de natation 2018
Navigation
Édition précédente Édition suivante
Les Championnats d’Europe juniors de natation 2018 se déroulent à Helsinki en Finlande.